# James A. Gallivan

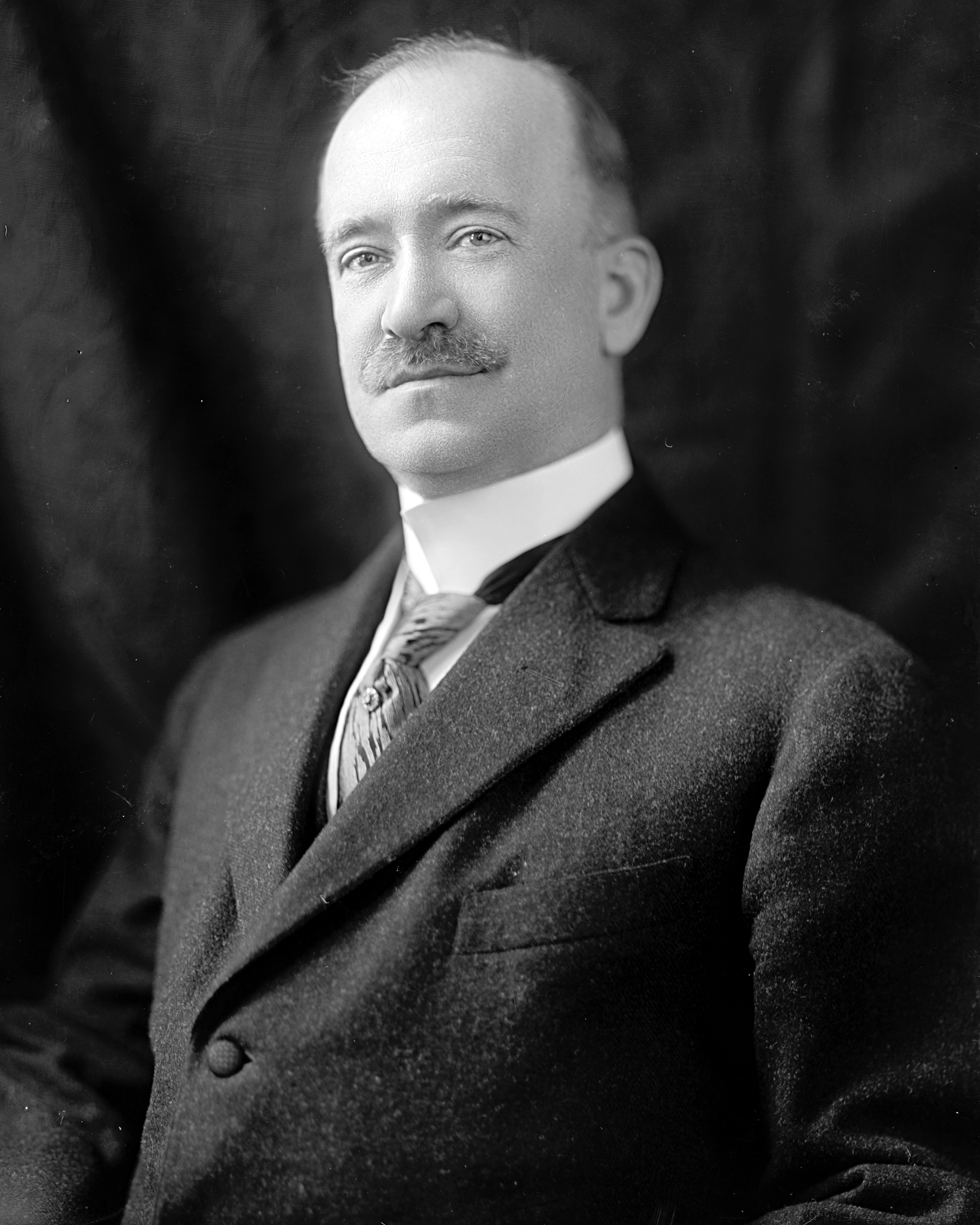
James A. Gallivan

James Ambrose Gallivan (* 22. Oktober 1866 in Boston, Massachusetts; † 3. April 1928 in Arlington, Massachusetts) war ein US-amerikanischer Politiker. Zwischen 1914 und 1928 vertrat er den Bundesstaat Massachusetts im US-Repräsentantenhaus.

## Werdegang
James Gallivan besuchte die öffentlichen Schulen seiner Heimat und danach bis 1884 die Boston Latin School. Anschließend studierte er bis 1888 an der Harvard University. In der Folge arbeitete er in der Zeitungsbranche. Gleichzeitig schlug er als Mitglied der Demokratischen Partei eine politische Laufbahn ein. In den Jahren 1895 und 1896 war er Abgeordneter im Repräsentantenhaus von Massachusetts; von 1897 bis 1898 gehörte er dem Staatssenat an. Zwischen 1900 und 1914 fungierte er als Straßenbeauftragter (Street Commissioner) der Stadt Boston.
Nach dem Rücktritt des Abgeordneten James Michael Curley wurde Gallivan bei der fälligen Nachwahl für den zwölften Sitz von Massachusetts als dessen Nachfolger in das US-Repräsentantenhaus in Washington, D.C. gewählt, wo er am 7. April 1914 sein neues Mandat antrat. Nach sieben Wiederwahlen konnte er bis zu seinem Tod am 3. April 1928 im Kongress verbleiben. In diese Zeit fiel der Erste Weltkrieg. In den Jahren 1919 und 1920 wurden der 18. und der 19. Verfassungszusatz ratifiziert. Dabei ging es um das Verbot des Handels mit alkoholischen Getränken bzw. um die bundesweite Einführung des Frauenwahlrechts.